# Eduardo Serra
Eduardo Martins Serra ComIH • GOIH (Lisboa, 2 de outubro de 1943) é um diretor de fotografia português, nomeado duas vezes para o Óscar na categoria de Melhor Cinematografia.

## Biografia
Natural de Lisboa, instalou-se em Paris em 1963, depois de se ter envolvido em lutas estudantis quando frequentava o Instituto Superior Técnico. Em Paris, licenciou-se primeiro em cinema pela École Louis-Lumière (1966) e depois em Letras – História da Arte e Arqueologia – pela Universidade de Paris-Sorbonne (1970).
Iniciou a sua carreira no cinema como assistente de imagem, chegando à fotografia em 1980.
Ao longo da sua carreira, tem ganho prestigiados prémios, sendo que o seu ponto mais alto da carreira foi em 1997 e 2004 com as nomeações para o Óscar por The Wings of the Dove e The Girl with Pearl Earring. Com o primeiro título, ganhou o prémio BAFTA pela Academia Britânica.
É membro da AFC - França, tendo sido presidente desta entre 1996-98, e tornou-se também membro da Associação americana ASC em 2002.
A 5 de março de 2004, foi feito Comendador da Ordem do Infante D. Henrique pelo Presidente Jorge Sampaio, tendo sido elevado a Grande-Oficial da mesma ordem a 27 de março de 2017 pelo Presidente Marcelo Rebelo de Sousa.

## Filmes
- 1992 - Le Zèbre
- 1997 - The Wings of the Dove
- 2004 - Girl with a Pearl Earring
- 2004 - Beyond the Sea
- 2006 - Diamante de Sangue
- 2008 - Defiance
- 2010-2011 - Harry Potter and the Deathly Hallows - Part 1 and Part 2

## Prémios

### Óscares
- 1997 - The Wings of the Dove (nomeação)
- 2004 - Girl with a Pearl Earring (nomeação)

### Outros
- 2004 - Girl with a Pearl EarringBest European Cinematographer - European Film Academy
- 2003 - Girl with a Pearl EarringMelhor Fotografia Festival de San Sebastian
- 2003 - Girl with a Pearl Earring Bronze frog - Camerimage Lodz - Polónia
- 1997 - The Wings of the Dove BSC Award Nomination
- 1996 - The Wings of the Dove Bafta (melhor fotografia, venceu)
- 1995 - Jude Camerimage Silver Frog award
- 1995 - Jude Madrimagen Prémio do Júri e Público
- 1991 - Map of the Human Heart Prémio Australian Film Critics para melhor Fotografia
- 1991 - Map of the Human Heart  Prémio para a melhor fotografia do Australian Film Institute
- 1990 - Le Mari de la Coiffeuse  César (França) (melhor fotografia)
- 1983 - Sem Sombra de Pecado  Prémio Gente
- 1983 - Sem Sombra de Pecado Prémio IPC (melhor fotografia)